# Vincent Auriol
Vincent Jules Auriol (phát âm tiếng Pháp: [vɛ̃sɑ̃ oʁjɔl]; (27 tháng 8 năm 1884 – 1 tháng 1 năm 1966) là chính trị gia người Pháp. Ông làm Tổng thống đầu tiên của Đệ tứ Cộng hòa Pháp từ năm 1947 đến năm 1954